# Albert C. Thompson

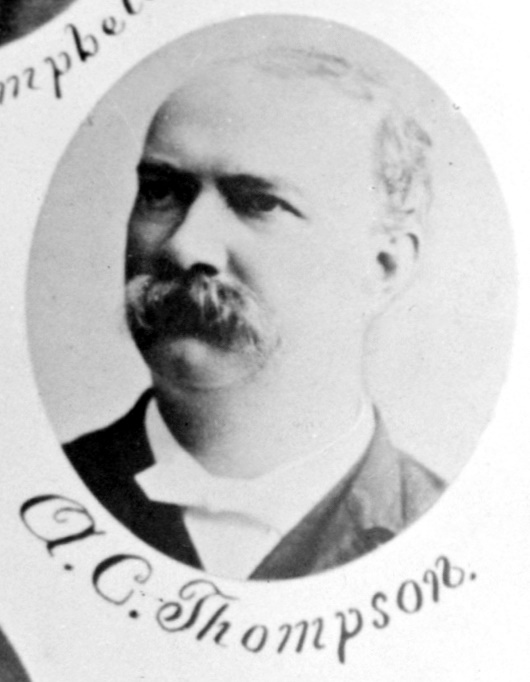
Albert C. Thompson

Albert Clifton Thompson (* 23. Januar 1842 in Brookville, Jefferson County, Pennsylvania; † 26. Januar 1910 in Cincinnati, Ohio) war ein US-amerikanischer Jurist und Politiker. Zwischen 1885 und 1891 vertrat er den Bundesstaat Ohio im US-Repräsentantenhaus; später wurde er Bundesrichter.

## Werdegang
Albert Thompson besuchte die öffentlichen Schulen seiner Heimat und danach das Jefferson College in Canonsburg. Während des Bürgerkrieges diente er zwischen 1861 und 1863 in einer Infanterieeinheit aus Pennsylvania, die zum Heer der Union gehörte. Dabei stieg er bis zum Hauptmann auf. Nach einer Verwundung musste er am 23. März 1863 den Militärdienst quittieren. Nach einem bereits vor dem Krieg begonnenen Jurastudium und seiner 1864 erfolgten Zulassung als Rechtsanwalt begann er ab 1865 in Portsmouth (Ohio) in diesem Beruf zu arbeiten. Im Oktober 1869 wurde er Nachlassrichter im Scioto County; im Oktober 1881 wurde er zum Berufungsrichter im siebten Gerichtsbezirk von Ohio gewählt.
Politisch war Thompson Mitglied der Republikanischen Partei. Bei den Kongresswahlen des Jahres 1884 wurde er im zwölften Wahlbezirk von Ohio in das US-Repräsentantenhaus in Washington, D.C. gewählt, wo er am 4. März 1885 die Nachfolge von Alphonso Hart antrat. Nach zwei Wiederwahlen konnte er bis zum 3. März 1891 drei Legislaturperioden im Kongress absolvieren. Seit 1887 vertrat er dort als Nachfolger von William W. Ellsberry den elften Distrikt seines Staates. Im Jahr 1890 wurde er von seiner Partei nicht mehr zur Wiederwahl nominiert.
Nach dem Ende seiner Zeit im US-Repräsentantenhaus praktizierte Thompson wieder als Anwalt. Im Jahr 1897 wurde er von Präsident William McKinley mit der Überarbeitung der Strafgesetze der Vereinigten Staaten beauftragt. Seit 1898 bis zu seinem Tod war er Richter am Bundesbezirksgericht für den südlichen Teil des Staates Ohio. Er starb am 26. Januar 1910 in Cincinnati und wurde in Portsmouth beigesetzt.